# NGC 4911
NGC 4911 é uma galáxia espiral barrada (SBbc) localizada na direcção da constelação de Coma Berenices. Possui uma declinação de +27° 47' 25" e uma ascensão recta de 13 horas, 00 minutos e 56,3 segundos.
A galáxia NGC 4911 foi descoberta em 11 de Abril de 1785 por William Herschel.